# Apeadeiro de Carvoeiro
O Apeadeiro de Carvoeiro foi uma gare ferroviária da Linha do Vouga, que servia a povoação de Carvoeiro, no município de Águeda, em Portugal.

## História

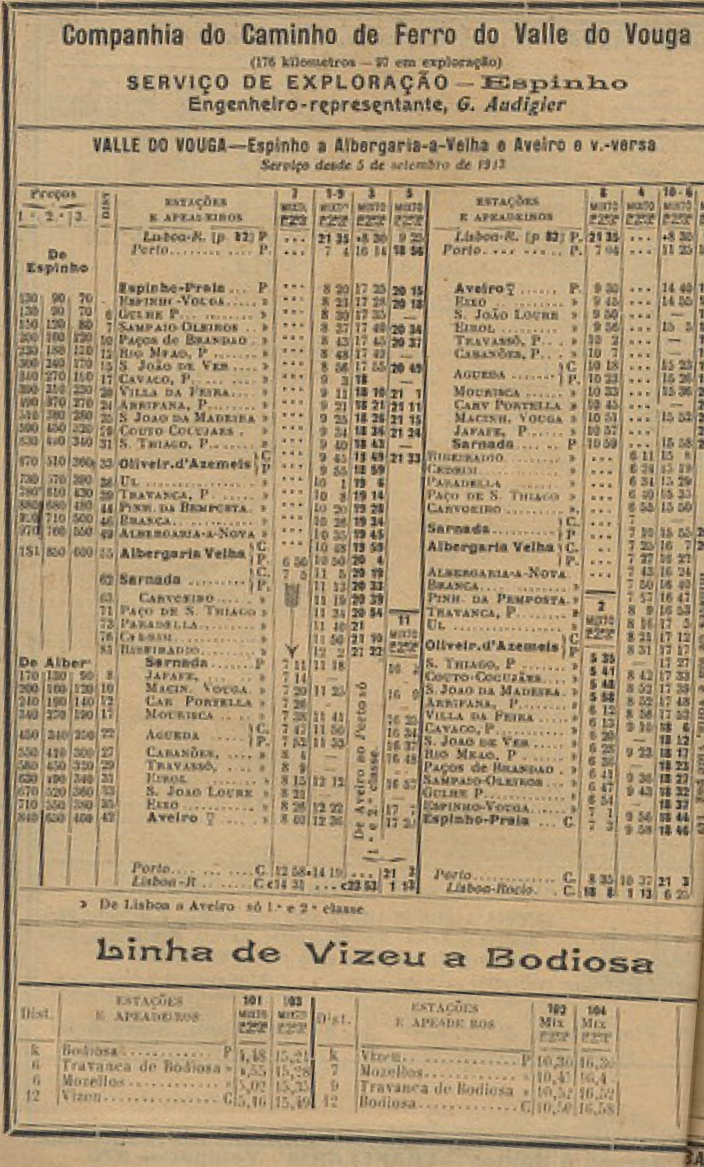
Horário da rede do Vouga em 1913, incluindo o Carvoeiro.

O projecto que existia em 1899 para a rede do Vouga, de Espinho a Viseu, incluía desde logo um ramal para Aveiro, com início no Carvoeiro. O ponto de entroncamento foi posteriormente mudado para Sernada do Vouga, tendo o lanço entre este ponto e a Foz do Rio Mau entrado ao serviço em 5 de Maio de 1913. A Linha do Vouga foi construída pela Compagnie Française pour la Construction et Exploitation des Chemins de Fer à l'Étranger.
Em 1 de Janeiro de 1947, a Companhia dos Caminhos de Ferro Portugueses passou a explorar a Linha do Vouga. O lanço da Linha do Vouga entre Sernada e Viseu foi encerrado no dia 2 de Janeiro de 1990.

## Leitura recomendada
- SILVA, José Ribeiro da; RIBEIRO, Manuel (2007). Os Comboios em Portugal. Col: Os Comboios em Portugal. Volume III 1.ª ed. Lisboa: Terramar - Editores, Distribuidores e Livreiros, Lda. 203 páginas. ISBN 978-972-710-408-6